# Carne (micología)
Carne, o trama es un término utilizado en micología para indicar la parte interna del basidiocarpo de una seta o cuerpo fructífero. Es distinto a la capa externa de tejido conocido como pileipellis o cutícula, y a la capa que comprende las esporas, conocida como himenio.
La carne de los hongos es una estructura compleja que puede variar en textura, color y densidad dependiendo de la especie de hongo. Algunas de las características que pueden variar incluyen:
- Textura: Algunos hongos tienen una carne firme y crujiente, mientras que otros pueden ser suaves y esponjosos.
- Color: El color de la carne puede variar desde blanco hasta marrón oscuro, rojo, amarillo, verde, azul, y más. Algunos hongos incluso cambian de color cuando se cortan o se dañan.
- Densidad: La densidad de la carne puede afectar la textura y el sabor del hongo. Algunos hongos tienen una carne densa y pesada, mientras que otros son más ligeros y aireados.

No todos los hongos son comestibles y algunos pueden ser venenosos. Se debe tener cuidado al recolectar y consumir hongos silvestres.